# Pfarrkirche Grünau im Almtal

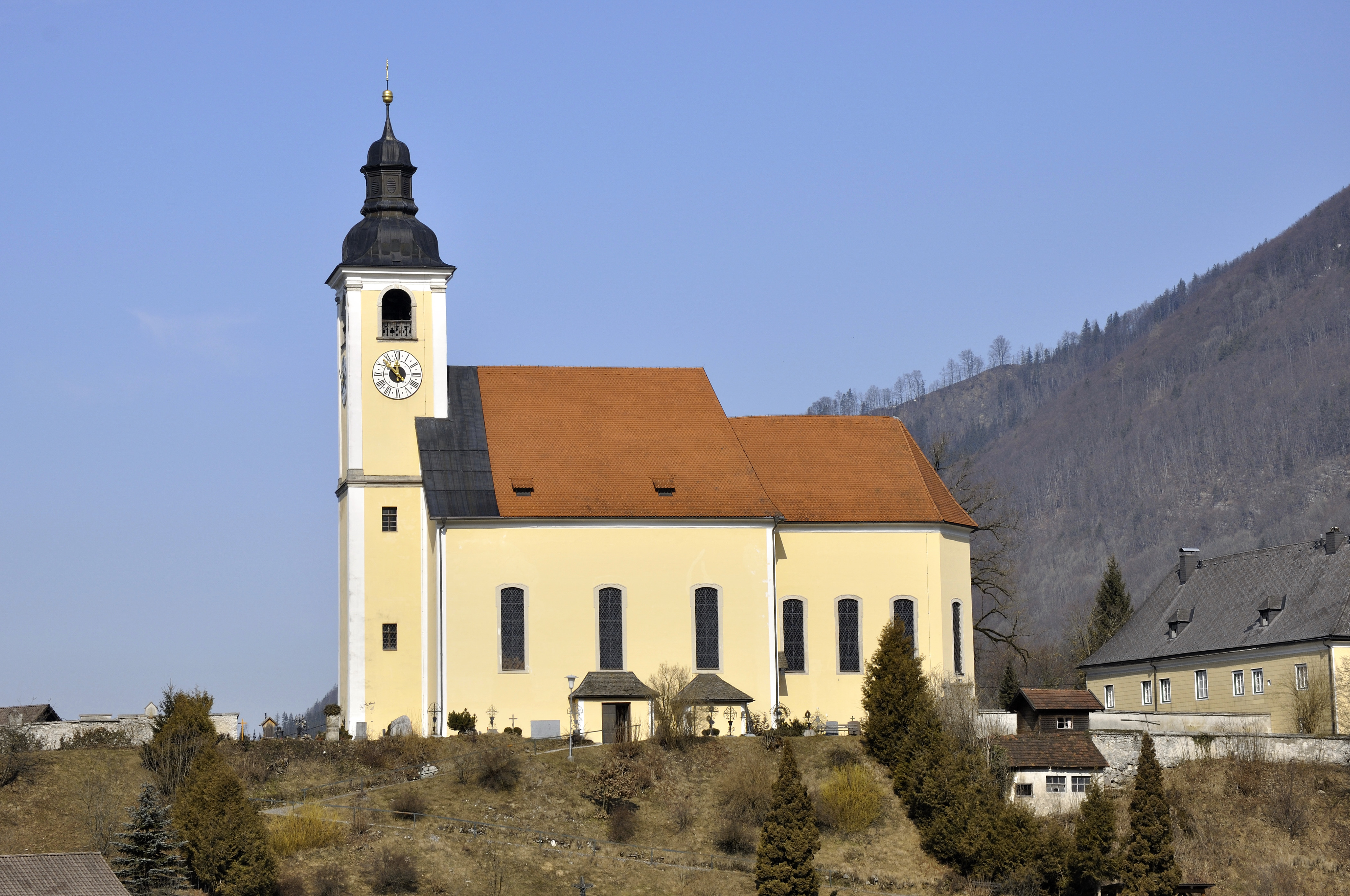
Katholische Pfarrkirche hl. Jakobus in Grünau im Almtal

Die römisch-katholische Pfarrkirche Grünau im Almtal steht in der Gemeinde Grünau im Almtal im Bezirk Gmunden in Oberösterreich. Sie ist dem heiligen Jakobus geweiht und gehört zum Dekanat Pettenbach in der Diözese Linz. Das Bauwerk steht unter Denkmalschutz.

## Geschichte
Die Kirche wird 1160 erstmals urkundlich erwähnt. In der ersten Hälfte des 13. Jahrhunderts wurde sie zur Pfarrkirche erhoben. Das heutige Kirchenbauwerk wurde in den Jahren 1695 bis 1709 von einem italienischen Baumeister unter dem Pfarrherr Balthasar Schosser als Baudirektor erbaut. Dabei wurde der neue Bau über dem alten errichtet, sodass die Gottesdienstordnung nicht unterbrochen wurde. Durch den Spanischen Erbfolgekrieg kam der Bau ab dem Jahr 1704 ins Stocken. Nach Interventionen im Jahr 1708 erfolgte die weitestgehend bauliche Fertigstellung im Jahr 1710.

## Kirchenbau
Kirchenäußeres
Die Kirche ist ein barocker Bau. Der Westturm hat eine barocke Haube. Südlich des Langhauses schließt die Annakapelle mit halbrunder Apsis und Scheinmalerei an.
Kircheninneres

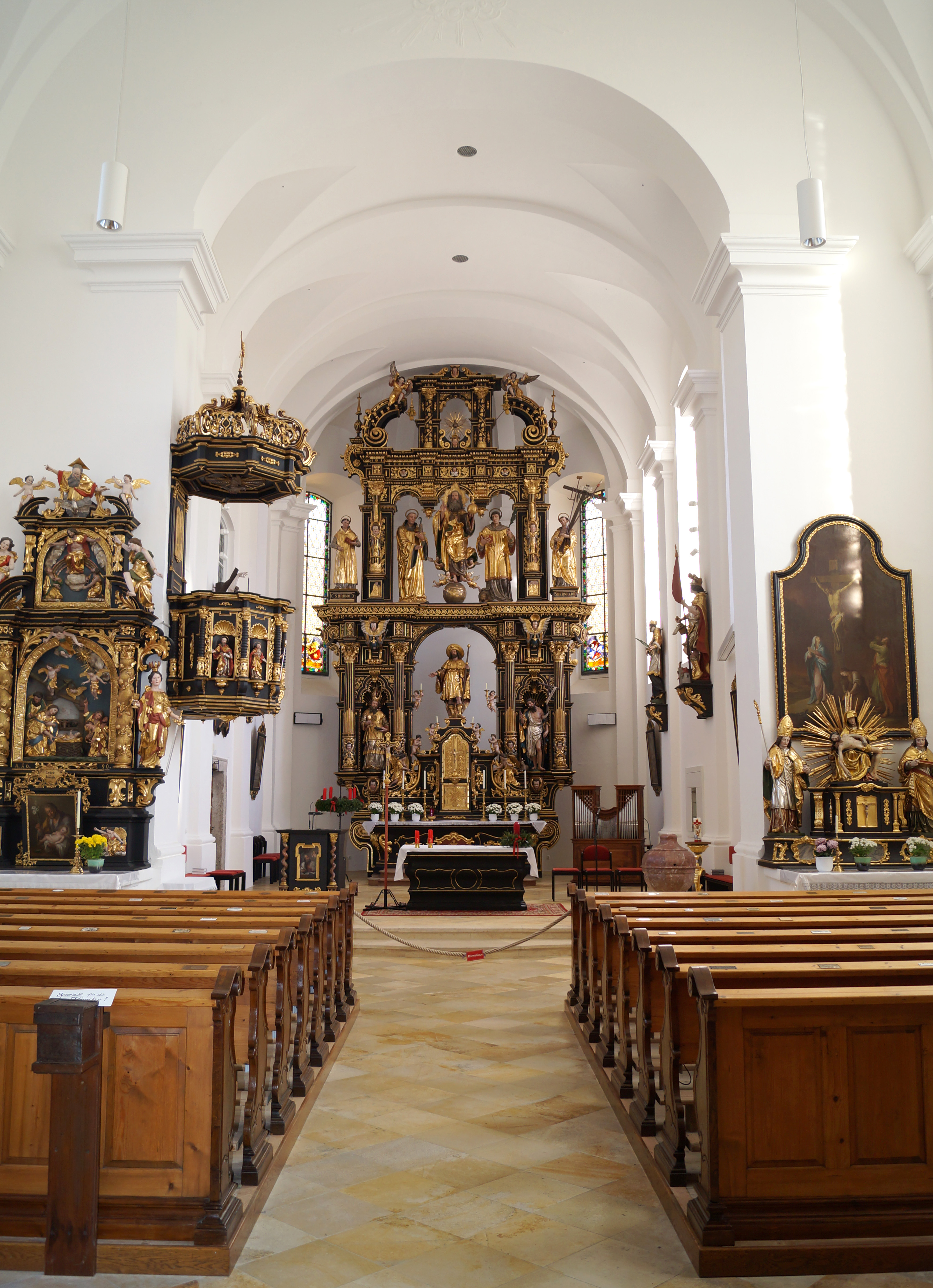
Innenansicht

Die gotische Kirche hat ein einschiffiges Langhaus mit drei Schiffsjochen. Der eingezogene Chor ist dreijochig und endet im 3/8-Schluss. Sowohl das Langhaus als auch der Chor sind stichkappentonnengewölbt. Die Wände sind pilastergegliedert.

## Ausstattung

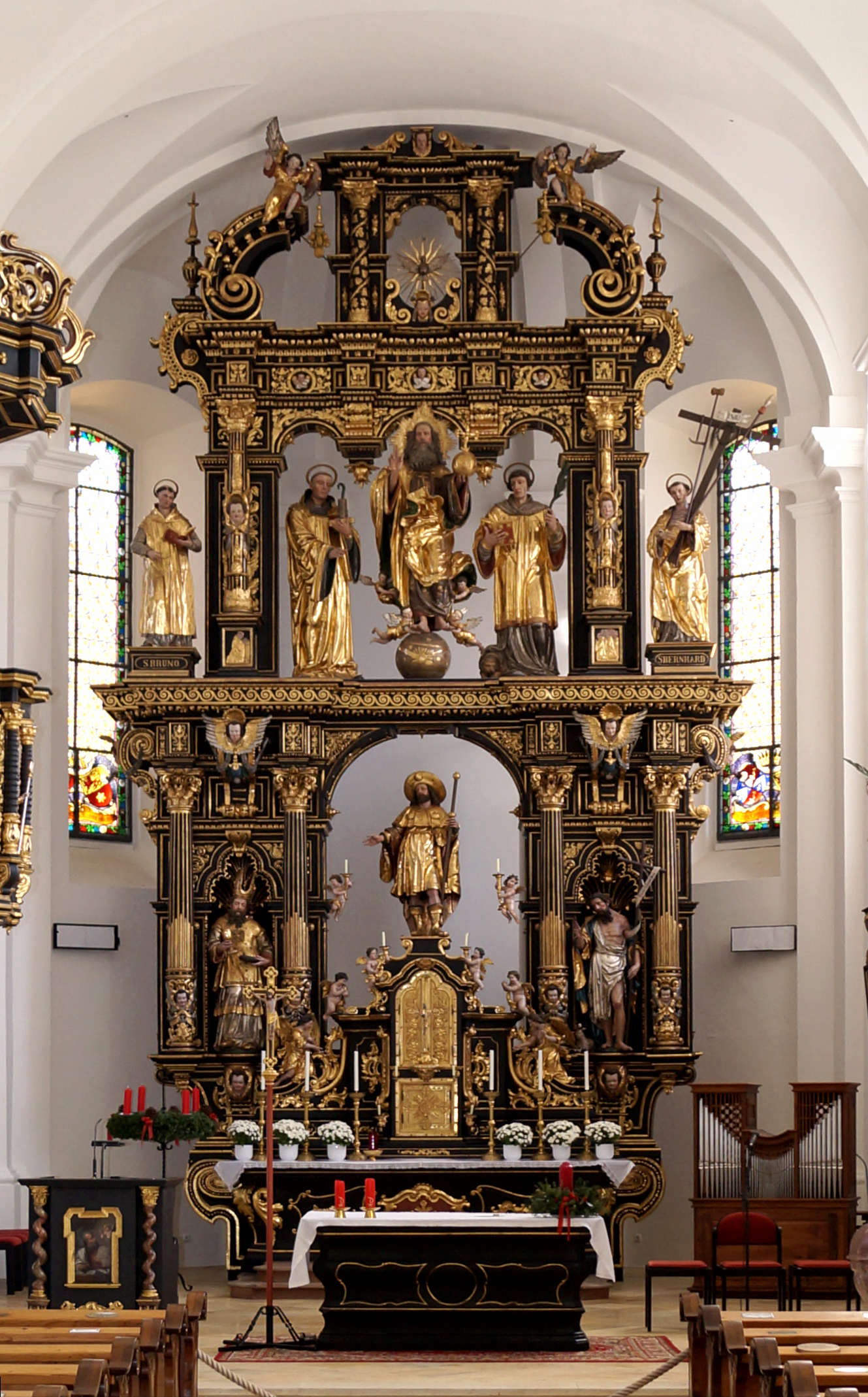
Hochaltar

Die Einrichtung ist bemerkenswert. Der bedeutende Hochaltar war zuvor der Hochaltar der Stiftskirche Kremsmünster und wurde im Jahr 1712 nach Grünau übertragen, wo er jedoch verkleinert wurde. Der Aufbau des Altares basiert auf einem Entwurf von Hans Krumppers und wurde von Hans Schiele gefertigt. Beide waren Tischler des Stiftes Kremsmünster. In der Mitte steht eine hervorragende Figur, die den heiligen Jakobus der Ältere darstellt. Sie wird von Statuen der Heiligen Melchisedek und Johannes der Täufer flankiert. Die beiden Figuren stammen aus dem Jahr 1616 oder 1617 aus der Hand von Hans Degler aus Weilheim in Oberbayern. Im Aufsatz steht eine hervorragende Figur des Weltheilands. Sie wird von Figuren der Heiligen Benedikt und Agapitus von Praeneste flankiert, die von Hans Peysser aus Nürnberg 1531 geschaffen wurden. Sie wurden vom spätgotischen Altar übernommen. Die übrigen Altarplastiken stammen wahrscheinlich von Hans Spindler. Der Tabernakel wurde im Rokoko-Stil gefertigt.
Auf dem linken Seitenaltar, der auf 1690 datiert wird, steht eine bemerkenswerte Plastik von Michael Zürn der Jüngeren. Der rechte Seitenaltar weist barocke Teile auf. Der Tabernakel stammt aus dem dritten Viertel des 18. Jahrhunderts. Die Kanzel wurde um 1680 erbaut. Im Chor stehen vier Heiligenstatuen aus der Mitte des 18. Jahrhunderts. Im Chor hängen auch Ölbilder: Eines zeigt „Christus am Kreuz“ von Josef Krall aus dem zweiten Drittel des 18. Jahrhunderts, drei weitere barocke Bilder stammen von Julius Gürtler. Das Altarbild in der Annakapelle wurde 1777 von Josef Krall gemalt.
Am Friedhof sind Schmiedeeisenkreuze aus dem 17. und 18. Jahrhundert.

## Glocke
Die Glocke wurde 1604 gegossen.